# Pauline Léon
Pauline Léon (Parijs, 28 september 1768 – Bourbon-Vendée, 5 oktober 1838) was een Frans revolutionair en feminist avant la lettre.  Op 5 maart 1791 sprak ze de Wetgevende Vergadering toe en pleitte ze voor het oprichten van een vrouwenmilitie die huis en haard tegen contrarevolutionaire aanvallen moest beschermen. Ze tekende in juli 1791 de petitie op het Champ-de-Mars en was in 1793 een van de oprichtsters van de Société des Citoyennes Républicaines Révolutionnaires.

## Biografie
Anne Pauline Léon is op 28 september 1768 geboren als dochter van Parijse chocolatiers Pierre-Paul Léon en Mathrine Telohan. Pierre-Paul Léon stierf in 1784. Na de dood van haar vader (Anne Pauline Léon was toen 16 jaar) bleef Léon voor een lange tijd thuis. Als oudste thuis hielp Léon haar moeder bij de opvoeding van haar vijf jongere broers en zussen. Léon werd in navolgende periode lid van de Club des Cordeliers en andere revolutionaire organisaties. In februari 1791 ging ze met enkel andere inwoners en patriotten naar Louis-Marie Frérons (en) huis, waar zij inbraken en o.a. de buste van La Fayette door de ramen gooiden. Rond die tijd werd Léon ook geïntroduceerd bij Societé des Cordeliers en de broederlijke vereniging van de sectie Mutius Scaevola. In maart sprak Léon in een dramatische rede voor de Wetgevende Vergadering over het recht dat de natuur ons geeft, een natuurlijk recht wat betreft gelijkheid met mannen, om te betogen dat vrouwen wapens nodig hebben zowel om deel te nemen aan de revolutionaire strijd als om zich te beschermen tegen aanval in de chaos van een door oorlog verscheurde stad. Kortom, ze eiste het recht van vrouwen om wapens te dragen ter verdediging van het land en ter bescherming van zichzelf. Op 17 juli 1791 ging Léon samen met haar moeder naar het Champ-de-Mars om er de petitie betreffende de verwijdering van de koning te ondertekenen.   

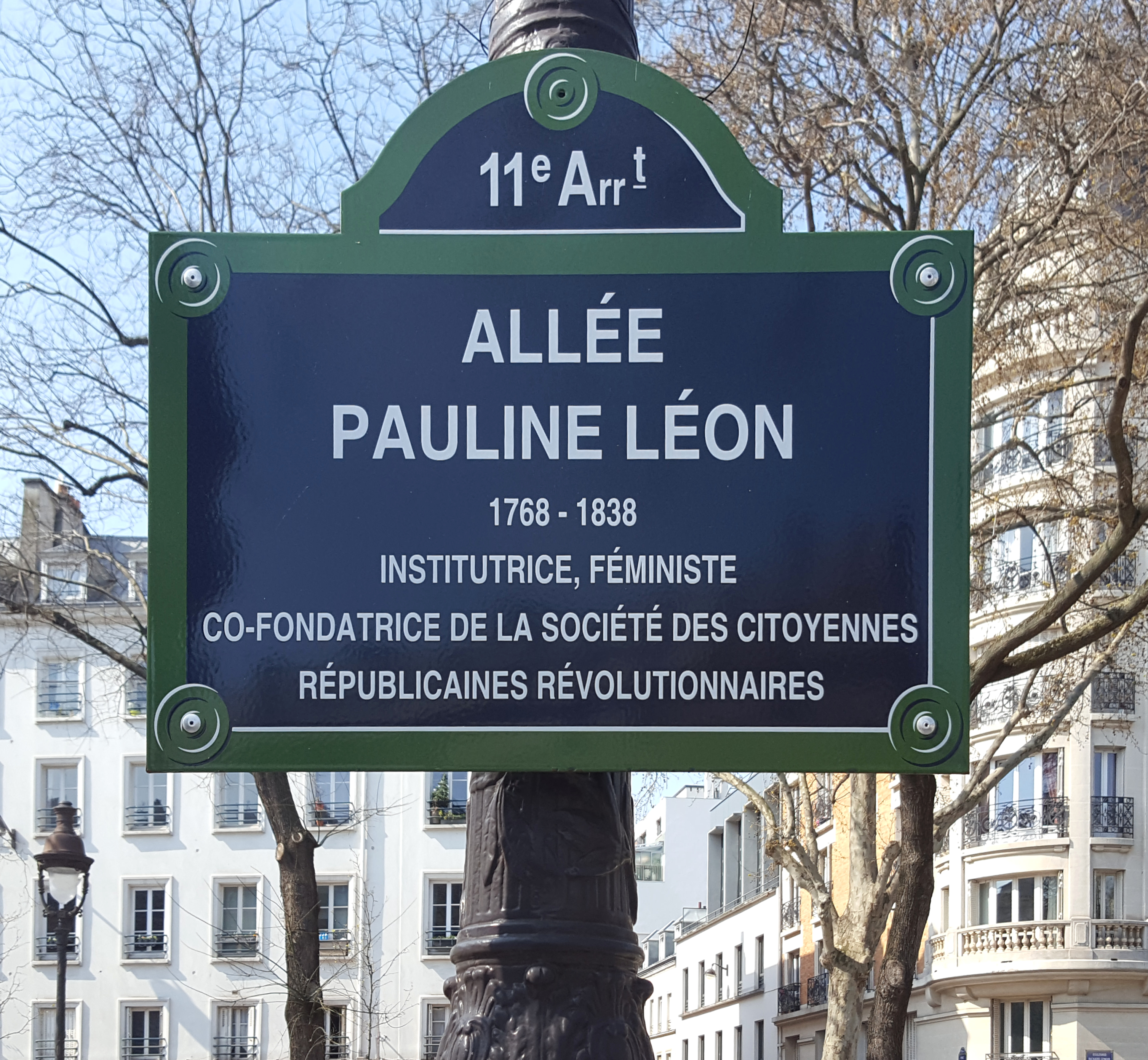
Allée Pauline Léon, Parijs

Samen met de actrice Claire Lacombe stichtte de 38-jarige Anne Pauline Léon een revolutionaire vrouwenbond met de naam Société des Citoyennes Républicaines Révolutionnaires ("Vereniging van republikeins-revolutionaire burgervrouwen"). Dit was de bekendste vrouwenclub ten tijde van de Franse Revolutie. Op 3 juli 1793 werd Léon de voorzitster. Later dat jaar werd Pauline leidster van de Femmes sans-culottes. 
In november 1793 was Léon getrouwd met Jean-Théophile Leclerc. Haar echtgenoot werd de leider van de Enragés, een groep die prijscontroles en andere economische hervormingen bepleitte om schaarste bij de armen aan te klampen. In diezelfde periode nam zij het familiebedrijf over. 
Op 6 april 1794 werden Léon en haar man op bevel van het Comité van Algemene Veiligheid gearresteerd en gevangengenomen in het Palais du Luxembourg.
Pauline Léon werd later lerares en verbleef samen met haar zus in Parijs tot aan haar dood in 1838. Zij werd 70 jaar.